# Țăcău, Brăila
Țăcău este un sat în comuna Mărașu din județul Brăila, Muntenia, România.